# Maison des travailleurs de Tiutinen
La maison des travailleurs de Tiutinen (en finnois : Tiutisen työväentalo) est une maison des travailleurs située dans le quartier de Tiutinen à Kotka en Finlande.

## Présentation
L'association syndicale de Tiutinen a été fondée en tant que branche de l'association syndicale de Halla en mars 1904.
L'édifice a été construit en 1907 pour l'association des travailleurs de Tiutinen qui faisait partie du Parti social-démocrate de Finlande.
Au cours de l'été 1907, l'association ouvrière de Halla et l'association ouvrière de Tiutinen, qui en était la branche, décident de s'unir, et les activités se poursuivront dans la nouvelle maison ouvrière, dont l'inauguration est célébrée en novembre 1907.
La maison a une surface de 730 m2 et peut accueillir 200 personnes.
Aujourd'hui, la maison dispose d'une salle de bal avec scène, d'une cuisine, d'une cafétéria, d'un gymnase, d'un hall d'entrée, d'une salle de club, d'une salle de réunion et de deux appartements.
La maison fait partie d'un environnement culturel bâti classé par le Museovirasto parmi les Sites culturels construits d'intérêt national en Finlande et elle a une valeur socio-historique et paysagère particulière.